# Steinegg (Karneid)

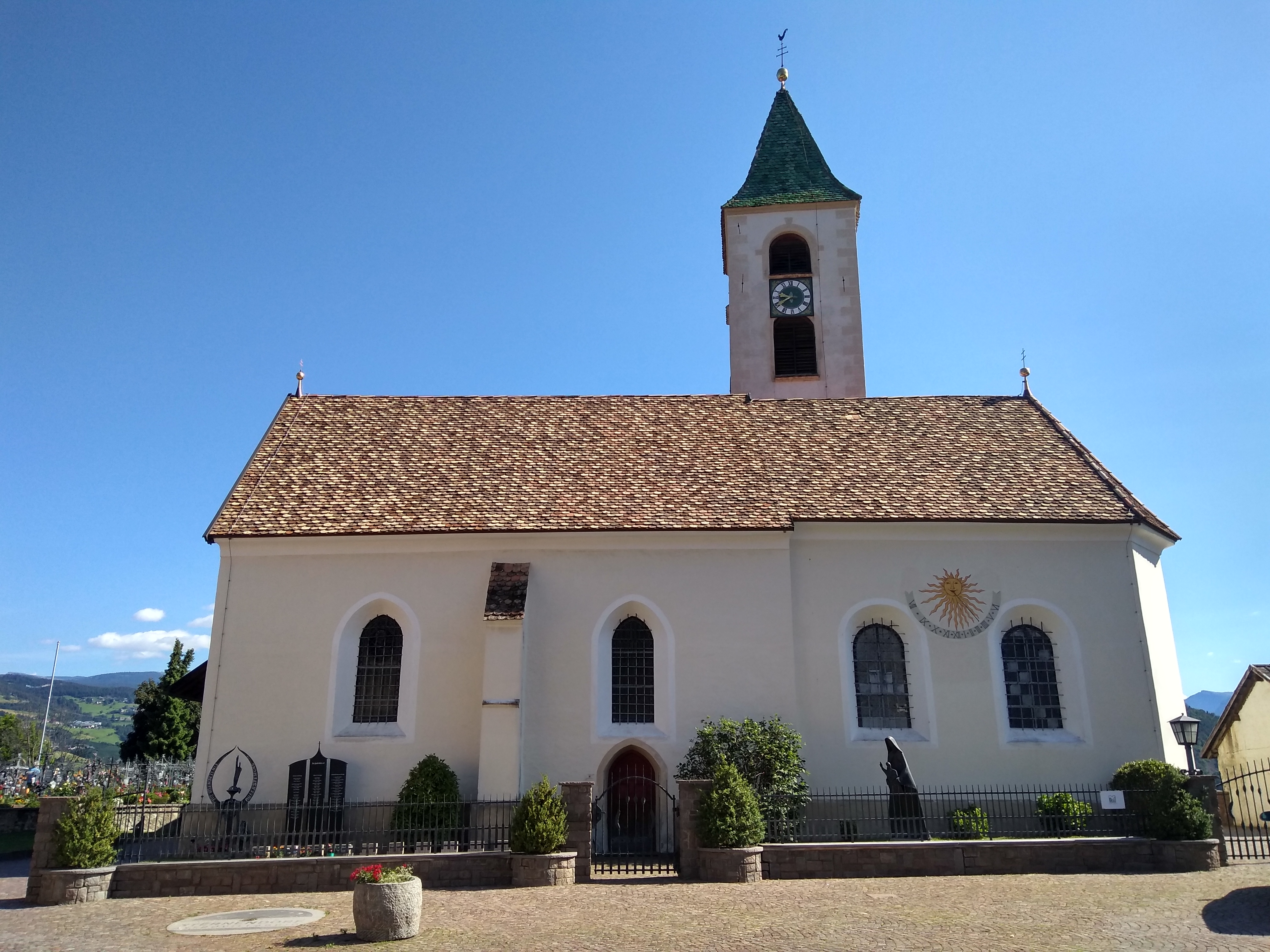
St. Peter und Paul in Steinegg

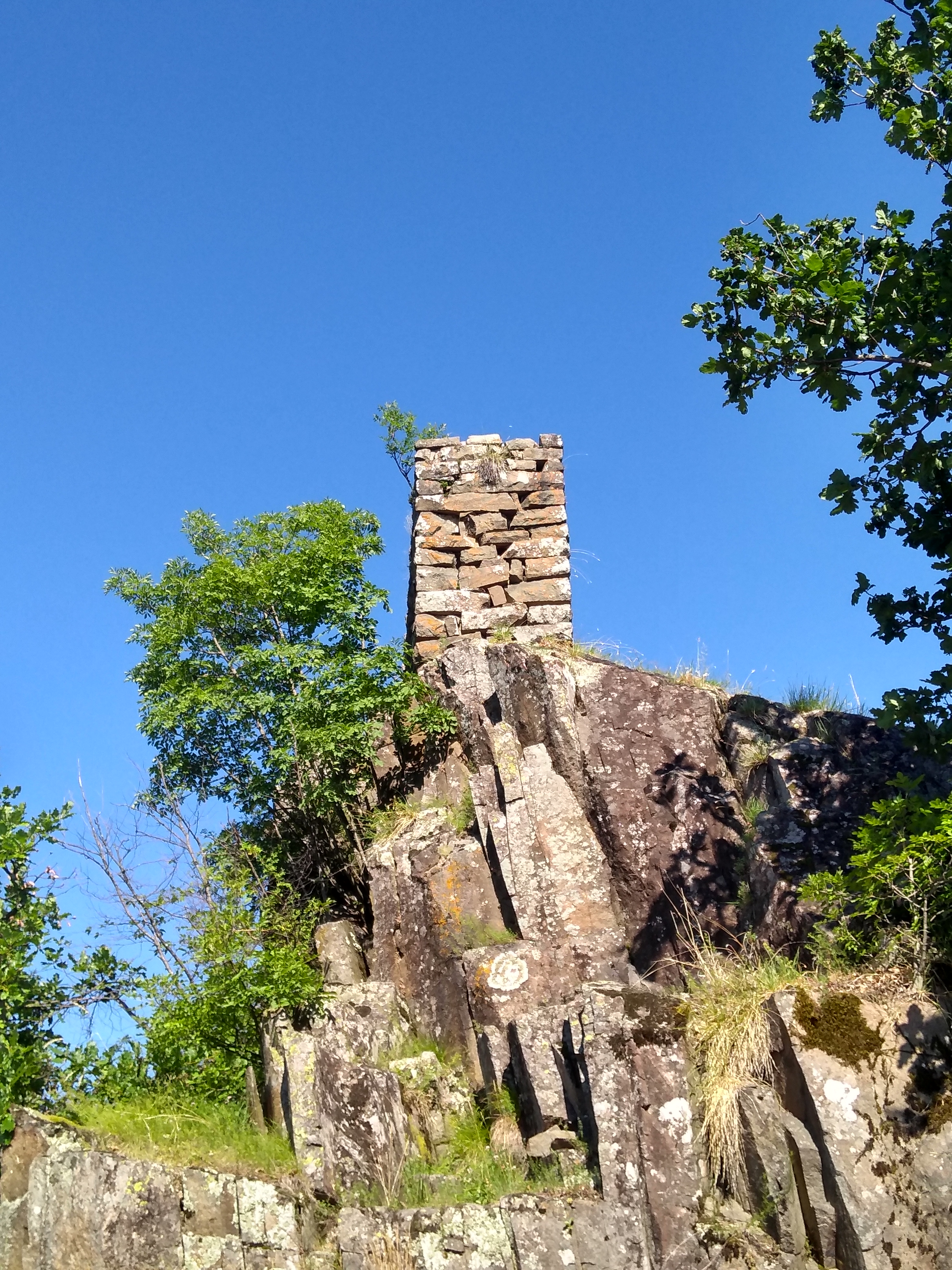
Burgruine Steinegg bzw. Steineck

Steinegg (italienisch Collepietra) ist ein Bergdorf in Südtirol sowie eine Fraktion der Gemeinde Karneid östlich von Bozen. Mit knapp 1300 Einwohnern ist die Ortschaft die größte Siedlung der Gemeinde.
Steinegg befindet sich in mittelgebirgiger Lage auf rund 825 m s.l.m. auf einer Verebnung hoch über dem Übergang des Tierser Tals ins Eisacktal. Verkehrstechnisch ist die Ortschaft über eine Höhenstraße mit 15 Kehren erschlossen, die in Blumau von der Brennerstaatsstraße abzweigt.
In Steinegg bestehen ein Kindergarten und eine Grundschule für die deutsche Sprachgruppe sowie ein eigenes Sozialzentrum mit Altersheim. Bekannt ist die Ortschaft für die Musik- und Kulturveranstaltungsreihe Steinegg Live.

## Geschichte
Die Örtlichkeit wird im Jahr 1231 mit dem Ministerialen Ůlricus de Steineke ersturkundlich genannt. Der Name bezieht sich auf das Siedlungsgelände über dem steilen, felsigen Talabhang. 1361 wird der Ort als malgaria sancti Petri de Stainek bezeichnet, also als Malgrei des Kirchspiels St. Peter (und Paul), mit Bezug auf die bereits 1322 erwähnte und im 15. und 17. Jahrhundert erweiterte Ortskirche.
Das sich nach Steinegg nennende Rittergeschlecht gehörte zur Mannschaft der Herren von Völs und bewohnten als Völser Burgleute die heute ruinöse Höhenburg Steinegg (auch Steineck) knapp nördlich der Ortschaft. Hier befand sich auch der Sitz des seit dem späten 13. Jahrhundert bezeugten Tiroler landesfürstlichen Landgerichts Steinegg, das ab 1366 von den Herren von Niedertor und den Botsch pflegsweise verwaltet wurde. Nach der Übernahme der Gerichtsherrschaft 1385 durch die Herren von Liechtenstein wurde Steinegg mit dem Gericht Karneid vereinigt, das auf Burg Karneid radiziert war, und ging nach und nach in diesem auf. Im Vorfeld der Bauernrevolte von 1525 erhoben die gerichtzleut ab Stainegg schwere Vorwürfe gegen die Liechtensteiner, die ihnen überhöhte Steuerverpflichtungen und bedrückende Frondienste auferlegt hätten.